# Artillado (vehículo de combate improvisado)

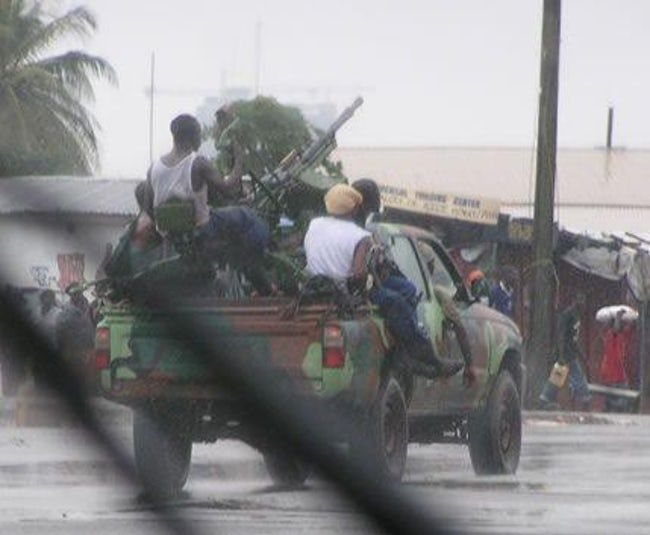
Un artillado hecho con una camioneta Toyota Hilux, en Liberia.

Un artillado o técnico (technical, en inglés) es típicamente un vehículo civil o militar sin armamento, modificado para tener capacidad ofensiva. Habitualmente es una camioneta pick-up civil o un vehículo 4 × 4 que lleva una ametralladora, un cañón automático, un cañón sin retroceso u otra arma de apoyo.
La palabra técnico, empleada para describir a estos vehículos, parece haberse originado en Somalia. Se cree que su empleo se originó entre los miembros de la Cruz Roja, que frecuentemente se veían obligados a sobornar tropas irregulares locales para evitar ser atacados y robados. El dinero empleado para el soborno era contabilizado como "gasto técnico", para ocultar su verdadero fin. Finalmente, el término pasó a describir cualquier vehículo que transportaba hombres armados. Los artillados también son conocidos como camiones de batalla, camiones-ametralladora o cañoneros.
Entre los ejércitos irregulares, frecuentemente centrados alrededor de la fuerza y carisma de sus líderes, el prestigio que otorgan los artillados es grande. Según un artículo, "El artillado es el símbolo de poder más significativo en el sur de Somalia. Es un pequeño camión con ametralladoras pesadas montadas sobre trípodes en la tolva. El poder de un señor de la guerra se mide por el número de artillados que posee".

## Empleo en combate

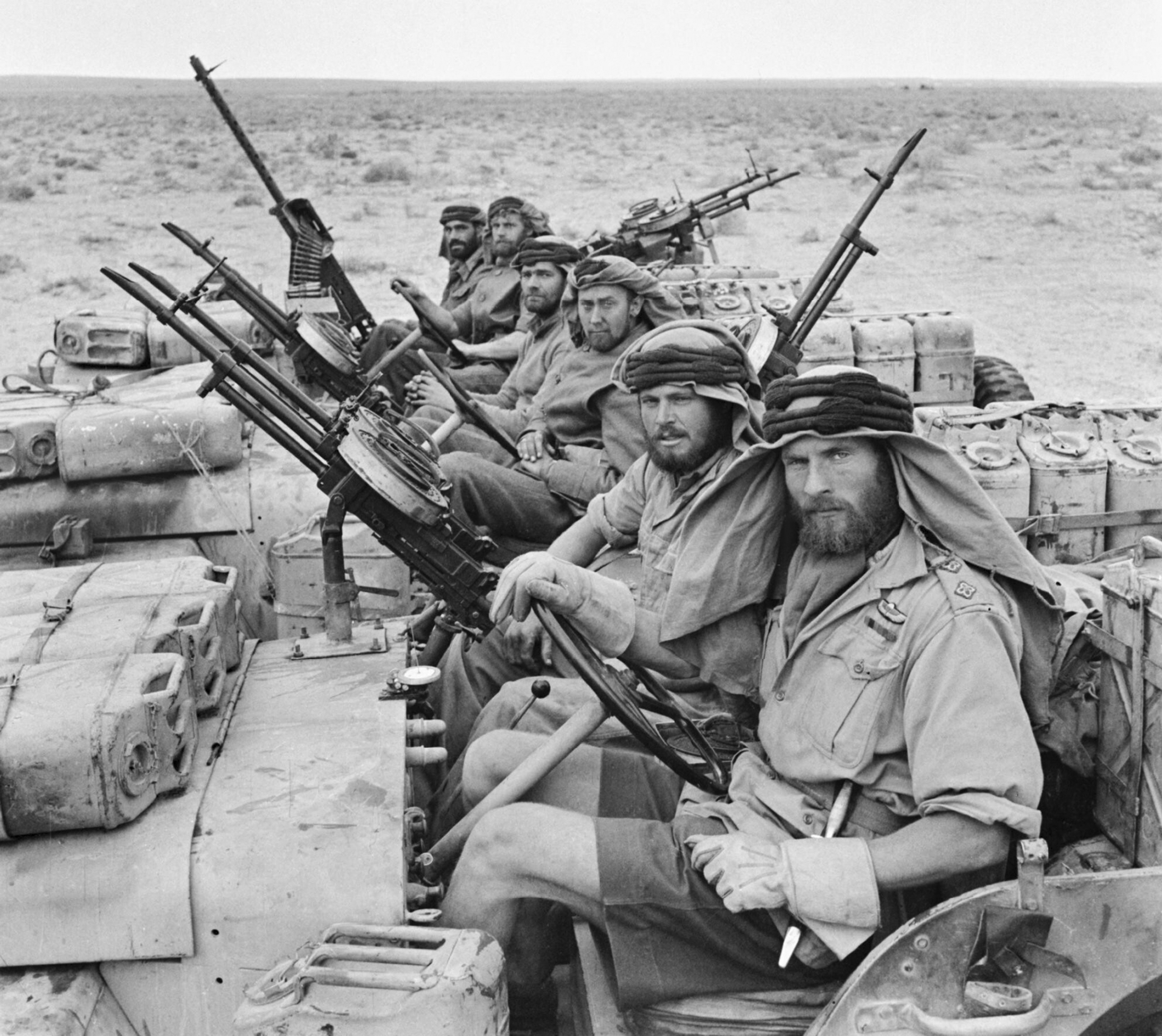
Tropas del Destacamento "L" del SAS a bordo de sus jeeps armados, durante la Campaña Norafricana de la Segunda Guerra Mundial.

La utilización de vehículos de combate improvisados se remonta al inicio del empleo militar de automóviles e incluso antes, a las tachankas remolcadas por caballos empleadas en el este de Europa y Rusia. Durante la Segunda Guerra Mundial, varias unidades británicas y de la Commonwealth, incluyendo al Grupo del Desierto de Largo Alcance (Long Range Desert Group, LRDG), el Escuadrón de Demolición n.º 1 o "PPA" (Popsky's Private Army; Ejército Personal de Popsky, en inglés) y el Special Air Service (SAS) se hicieron conocidas por sus acciones en los desiertos de Egipto, Libia y Chad, en las cuales emplearon vehículos sin blindaje, frecuentemente equipados con ametralladoras y cañones de diversos tipos. Durante la década de 1960, la popular serie televisiva estadounidense The Rat Patrol mostraba el empleo del jeep Willys por parte del LRDG y el SAS, aunque armado con una ametralladora Browning M2.

### Sáhara Occidental
Las tácticas para el empleo de artillados fueron iniciadas por el Ejército Popular de Liberación Saharaui, brazo armado del Frente Polisario, mientras luchaba por la independencia contra Mauritania (1975-1979) y Marruecos (1975-al presente) desde bases situadas en Tinduf, Argelia. Argelia proveía armas y jeeps Land Rover a las guerrillas saharauis, las cuales los emplearon en exitosos ataques a larga distancia contra los menos ágiles ejércitos de sus oponentes, similares a los ataques tribales saharaui del periodo anterior a la colonización europea. El Frente Polisario logró obtener más tarde vehículos blindados, pero los vehículos con tracción a las cuatro ruedas siguen formando parte de su arsenal.

### Guerra Libio-Chadiana
En 1987, tropas chadianas equipadas con artillados forzaron la retirada del muy mecanizado Ejército libio de la Franja de Aouzou. Estos vehículos fueron clave para la victoria en la batalla de Fada, tras la que penetraron 150 km en territorio libio y atacaron la Base Aérea de Maaten as-Sarra. Se descubrió que estos ligeros vehículos podían cruzar campos de minas antitanque sin detonarlas, al ir a velocidades superiores a 100 km/h. Los artillados se hicieron tan famosos, que en 1984 la revista Time apodó a este conflicto como "La Gran Guerra Toyota".

### Somalia
Los artillados jugaron un importante papel en la guerra civil somalí de la década de 1990 y en la actual guerra de Somalia (2006-al presente). Tras el derrocamiento del gobierno de Mohamed Siad Barre y el colapso del Ejército Nacional somalí, era muy raro el empleo de vehículos blindados de combate por parte de las tropas irregulares. Sin embargo, los artillados eran muy comunes.
Mohamed Farrah Aidid empleó 30 artillados junto a una fuerza de 600 irregulares para capturar Baidoa en septiembre de 1995. Tras su muerte en 1996 durante una lucha de clanes, su cadáver fue llevado al funeral en una camioneta Toyota pickup.
Al haberse demostrado su debilidad ante las armas pesadas y su valor como trofeo de guerra, la Unión de Tribunales Islámicos (UTI) fue capaz de capturar 30 camiones de batalla durante la derrota de las tropas del señor de la guerra Abdi Hasan Awale Qeybdiid en la segunda batalla de Mogadiscio en el 2006. En septiembre del mismo año, se empleó un impresionante despliegue de 130 artillados para arrebatar Kismaayo a las fuerzas de la "Alianza del Valle de Juba".
El 13 de noviembre de 2006, el General Adde Musa (entonces Presidente de Puntlandia), estuvo al mando de cincuenta camiones de batalla que llevó a Galkacyo para enfrentar a los islamistas. Estos fueron empleados un mes después contra el ejército de la Unión de Tribunales Islámicos en la batalla de Bandiradley, junto al reconstituido ejército irregular de Abdi Hasan Awale Qeybdiid.
Sin embargo, al luchar en batallas convencionales durante 2006-2007, los artillados sin blindaje de la UTI no demostraron ser un reto para los tanques T-55, los helicópteros Mil Mi-24 y los caza-bombarderos empleados por Etiopía.

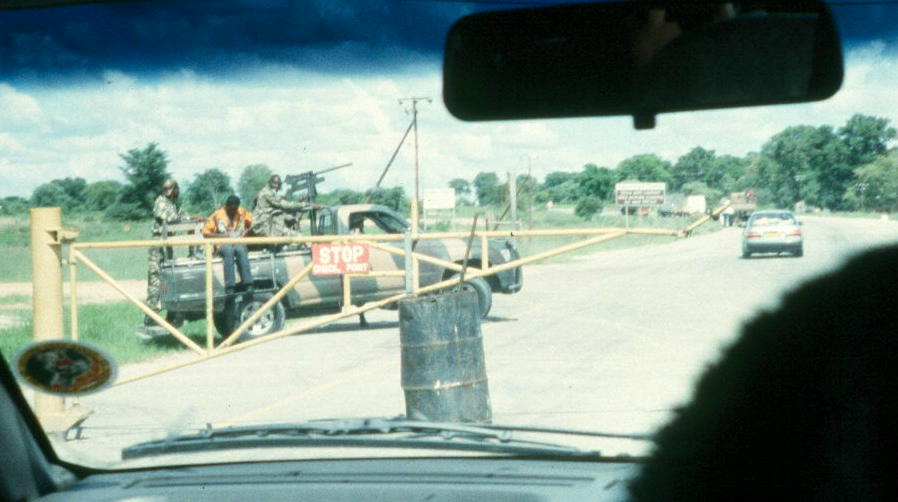
Un artillado sirviendo como escolta militar para un convoy de camiones a través de la Franja de Caprivi, en Namibia.

### Afganistán
En la Guerra de Afganistán (2001-al presente), las Fuerzas de Operaciones Especiales estadounidenses han empleado artillados para patrullar el accidentado terreno y también a causa de sus misiones secretas. Los Talibán también emplearon artillados durante su régimen.

### Irak

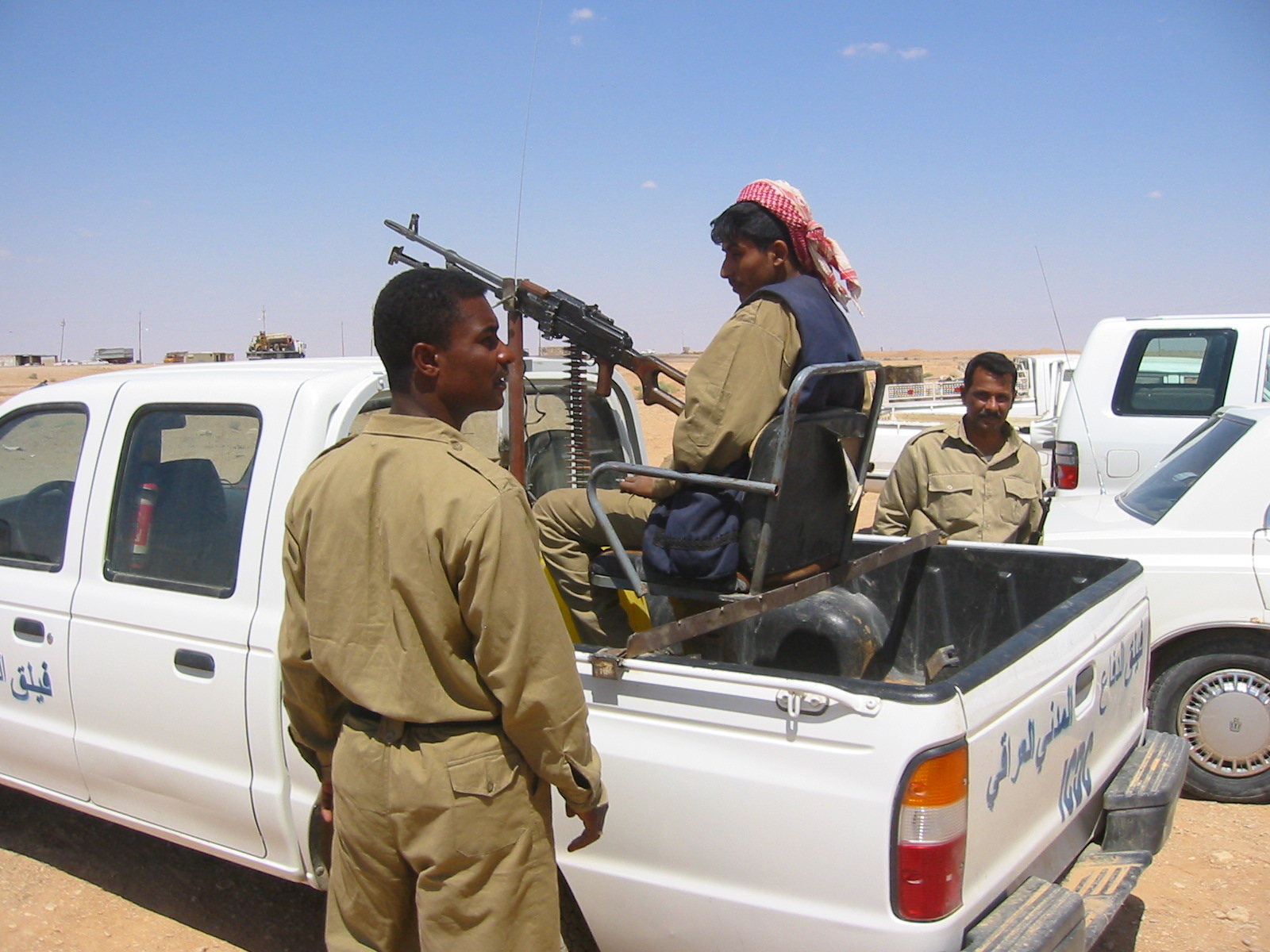
Tropas de la Guardia Nacional Iraquí, junto a una camioneta pickup Mitsubishi L200 armada con una ametralladora PKM.

Los artillados fueron empleados por las tropas iraquíes en la Invasión de Irak del 2003. La Guardia Republicana Iraquí y los Fedayín emularon las tácticas empleadas por la Alianza Nacional Somalí con éxito limitado, pero fueron sobrepasados por los tanques y aviones de la Coalición. Tras la ocupación de Irak, los artillados fueron empleados por los rebeldes iraquíes para transportar sus tropas y efectuar asaltos contra la Policía iraquí. El empleo de artillados por parte de los rebeldes se incrementó luego de los Combates de Primavera del 2004.
Se tuvieron que modificar varios vehículos utilitarios militares para servir como camiones armados y proteger a los convoyes de la Coalición. El Humvee puede montar armas gracias a su diseño, por lo que generalmente no se le considera como artillado.
La Coalición también suministró artillados a la Policía iraquí. Las empresas militares privadas también emplean artillados, mientras que las Fuerzas Armadas estadounidenses emplean camionetas pickup Toyota Tacoma modificadas (compradas a distribuidores en los Estados Unidos y modificadas antes de su entrega).

### Sudán
Las tropas Yanyauid emplearon artillados en sus asaltos a pueblos en Darfur, Sudán, al igual que las tropas rebeldes del Movimiento de Liberación de Sudán (MLS) y el Movimiento Justicia e Igualdad (MJI) para defender sus zonas de operación.
Muchas veces se cree que los vehículos ligeros, como los artillados, tienen mayor movilidad que los vehículos blindados. Pero en una ocasión, el conductor de un AVGP Grizzly al cual se le habían bloqueado las ametralladoras logró alcanzar, embestir y volcar un artillado sudanés, a pesar de que los disparos de la ametralladora pesada de este no le producían daños.

### Chad
Los artillados han sido empleados por ambos bandos en la guerra civil del Chad, incluso en la batallas de Yamena del 2006 y el 2008.

### Líbano
Las fuerzas de oposición han empleado artillados en las luchas por el distrito de Chouf durante los enfrentamientos de mayo de 2008.

### México

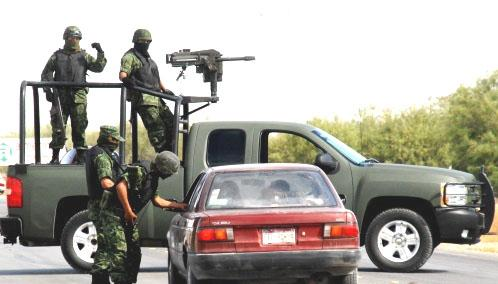
Soldados mexicanos en una Chevrolet Silverado armada con un lanzagranadas Mk 19.

Actualmente el Ejército, Marina y GN utiliza camionetas, Chevrolet, Ford y Dodge, que se pueden considerar como artillados. Son camionetas pick up con armazones montados.
Estos vehículos se utilizan en el combate contra el narcotráfico, por lo general llevando alrededor de 6 soldados sentados en una banca central y uno o dos disparando el arma, que puede ser una ametralladora M134, Browning M2 o FN MAG, un lanzagranadas Mk 19 o STK 40 AGL o simplemente el fusil de asalto, ya sea el HK G3, el FX-05 Xiuhcoatl o el M16.
Asimismo, las policías estatales y municipales ocupan de forma masiva las camionetas pickup como una especie de transporte multipropósito táctico, también pudiendo servir como vehículo artillado con arma en torreta, o bien con elementos armados y listos para el combate tanto para fuerzas de proximidad como para equipos de reacción especial.
Otro ejemplo de vehículos artillados en México son los narcotanques. Un narcotanque es un vehículo blindado de manera artesanal, normalmente fabricado por los propios grupos criminales mexicanos, en sus propias fábricas clandestinas. 
El 7 de junio de 2011, en Camargo Tamaulipas el ejército descubrió un taller de estos vehículos pertenecientes al Cartel del Golfo, en el lugar dos pistoleros fueron abatidos, además, los militares aseguraron dos camiones blindados con placas de acero de una pulgada de grosor, qué tenían aire acondicionado, capacidad para albergar a más de veinte pistoleros y pequeñas escotillas entre el blindaje para permitir a los usuarios abrir fuego desde dentro, estos vehículos contaban también con dispersores de aceite, púas y humo para disuadir a los rivales o a las autoridades durante las persecuciones. 
Estos llamados monstruos (nombrados así por su fealdad y tamaño) son solamente una de las variantes de narcotanques que existen en México. No es clara la época en la que surgieron; no obstante, a menudo se atribuye su origen a los Zetas.
Otras variantes de narcotanques, por ejemplo, son vehículos con apenas modificaciones en su carrocería, sin embargo, por dentro, tienen placas de acero con una escotilla en las ventanas para protegerse, también, es posible ver camionetas tipo Ram, con pedazos de metal en la cajuela y en el lugar, un sitio para colocar una ametralladora calibre cincuenta sirviéndose de la seguridad del blindaje, es común que los vehículos del narco estén rotulados con símbolos alusivos a su cartel, así mismo, en Culiacán Sinaloa, en las balaceras ocurridas el 17 de octubre de 2019 fue posible observar en acción dos vehículos distintos, una doble rodada que se asemejaba a un papamóvil, en la pequeña cabina blindada, había un espacio para que los sicarios de Sinaloa abrieran fuego, de la misma manera como camuflaje, los sicarios de Sinaloa «clonaron» una doble rodada de una empresa de telecomunicaciones mexicana, en la cajuela, los sicarios de Sinaloa se encontraban a la espera para realizar un ataque, traían consigo una ametralladora Browing.
Más recientemente, el Cartel de Jalisco Nueva Generación filtró un vídeo que se popularizó en julio de 2020. En el, se veía más de una veintena de narcotanques camuflados, algunos de ellos se podían incluso hacer pasar como auténticos blindados de la policía o el ejército.

### Rebelión libia de 2011
Durante la rebelión libia de 2011, tanto las fuerzas leales a Muamar Gadafi como los rebeldes emplearon ampliamente los artillados. Debido al tipo de guerra que tuvo lugar —en el cual grupos de soldados y rebeldes se desplazaban con gran rapidez en el desierto, avanzando y retirándose para atacar por sorpresa, conquistando pequeñas ciudades y pueblos en las zonas orientales de Libia— el artillado fue el vehículo ideal para ambos bandos.
Los artillados también fueron ampliamente empleados por los rebeldes para instalar puntos de control. Además eran un gran porcentaje del arsenal rebelde, que estaba limitado a armas ligeras, vehículos blindados ligeros y unos pocos tanques. Algunos camiones plataforma llevaban los sistemas antiaéreos soviéticos ZU-23-2 y ZPU de dos o cuatro cañones, al igual que cañones sin retroceso y lanzacohetes multitubo de helicóptero para cohetes S-5. Algunos rebeldes hicieron improvisaciones con armamento pesado capturado, como torretas de tanque y lanzacohetes multitubo de helicóptero, al igual que sistemas simples, como emplear timbres para disparar los cohetes. Los artillados de los rebeldes también emplean con frecuencia cohetes de BM-21 Grad. Los tubos lanzadores fueron recuperados de camiones Ural-375D dañados del régimen, con los artillados siendo capaces de lanzar desde uno a seis cohetes.

### Guerra del Donbass
Según Gazeta.ru, durante la Guerra del Donbás de 2014, ambos bandos emplearon vehículos militares improvisados.